# تيماء جارية خزيمة بن خازم النهشلي
تيماء جارية خزيمة بن خازم النهشلي من الإماء الشواعر المحسنات، من مولدات المدينة، ذكرها أبو الفرج الأصبهاني في كتاب الإماء الشواعر، وروى بسنده عن محمد بن سعيد الخطيب أنها كتبت إلى مولاها وقد خرج إلى الشام:
وقالت ترثى سيدها: